# Digging in the Dirt
Digging in the Dirt is een lied dat Peter Gabriel schreef voor zijn studioalbum Us. 
Het was enige tijd stil in het muziekleven van Gabriel. Dit lied is een zelfreflectie op zijn gedrag ten opzichte van geliefden, vrienden etc. In die periode kreeg zijn relatie met actrice Rosanne Arquette een eind en Gabriel probeerde ook middels therapie in het reine te komen met zijn verleden en zijn dochter. Daarbij probeerde de "toekomstige" de "oude" Gabriel van zich af te schudden (This time you’ve gone too far).
Het lied werd als eerste single gebruikt om het album Us te promoten. Daarbij kreeg het op vinyl als B-kant de inleiding mee van Steam, Quiet Steam getiteld. De cd-single kreeg een instrumentale versie mee, Quiet Steam en Bashi-Bazouk; een nummer dat niet op albums voorkomt. 
Die uitgave op single ging gepaard met een wederom verontrustende videoclip met wederom de stop-motiontechniek. Dat maakte het leven van Gabriel niet prettiger op; hij moest dagen achtereen stil liggen voor de opnamen. Het resulteerde wel in een Grammy Award for Best Music Video. Het werd ook genomineerd voor de MTV Video Music Award, maar wist die nominaties niet te verzilveren.    
Tijdens concerten groef Gabriel steeds dieper; het leidde ertoe dat tijdens de toer behorend bij Secret world live Gabriel een helm op had met een camera gericht op zijn gezicht. Door de korte afstand tussen camera en gezicht, werd het gezicht steeds grotesker. 
Het nummer werd een bescheiden hitje in de westerse wereld. In Gabriels thuisland het Verenigd Koninkrijk bereikte het de 24e positie. In de Nederlandse Top 40 haalde het nummer de 30e positie in slechts drie weken notering, in de Single Top 100 haalde het een 39e plaats in acht weken notering en in de Vlaamse Radio 2 Top 30 de 23e.